# ایبرایوو (شهرستان ایشیمبایسکی، باشقیرستان)
ایبرایوو (انگلیسی: Ibrayevo, Ishimbaysky District, Republic of Bashkortostan) یک شهرک در شهرستان ایشیمبایسکی استان باشقیرستان کشور روسیه است.